# Adrenokróm
Az adrenokróm szerves vegyület, kémiai képlete C9H9NO3, az adrenalin (epinefrin) oxidációja révén jön létre. A származéka a karbazokróm, amely vérzéscsillapító gyógyszer. A kémiai nevekben lévő hasonlóság ellenére, a krómozáshoz vagy a krómhoz semmi köze.

## Kémia
In vivo („az élő szervezeten belül”), az adrenalin oxidációjával szintetizálódik. In vitro, az ezüst-oxidot (Ag2O) használnak oxidálószerként. Oldatban az adrenokróm rózsaszínű, további oxidáció hatására barna vagy fekete melaninvegyületekké polimerizálódik.
Az 1950-es és 1960-as években számos kis méretű (15 vagy kevesebb tesztalany bevonásával végzett) tanulmány arról számolt be, hogy az adrenokróm pszichotikus reakciókat váltott ki, mint például gondolati zavar és derealizáció. Abram Hoffer és Humphry Osmond kutatók azt állították, hogy az adrenokróm neurotoxikus, pszichotomimetikus anyag, és szerepet játszhat szkizofrénia és más mentális betegségek esetén. Az általuk „adrenokrómhipotézisnek” nevezett feltételezés szerint a C-vitamin és a niacin megadózisai az agy adrenokrómjának csökkentésével gyógyíthatják a szkizofréniát. A szkizofrénia ilyen hatásos antioxidánsokkal történő kezelése erősen vitatott. 1973-ban az Amerikai Pszichiátriai Szövetség módszertani hibákról számolt be Hoffer niacinnal mint szkizofrénia kezelésével kapcsolatos munkájában, és utólagos tanulmányokra utalt, amelyek nem erősítették meg a kezelés előnyeit. Több további tanulmány az Egyesült Államokban, Kanadában és Ausztráliában hasonlóképpen sikertelen volt a szkizofrénia megavitamin-terápiás kezelés előnyeinek megtalálásában. A szkizofrénia adrenokrómelmélete megfogyatkozott, annak ellenére, hogy bizonyos bizonyítékok szerint pszichotomimetikus lehet, mivel az adrenokróm nem volt kimutatható a szkizofrén betegségben szenvedőknél. A 2000-es évek elején az érdeklődést megújította az a felfedezés, hogy az adrenokróm normálisan termelődhet intermedierként a neuromelanin képződésében. Ez a megállapítás azért lehet jelentős, mert az adrenokrómot legalább részben méregteleníti a glutation-S-transzferáz. Néhány tanulmány genetikai hibákat talált ennek az enzimnek a génjében.

## Jogi státusz
Az adrenokrómot az Egyesült Államokban a szabályozott anyagokról szóló törvény nem tartalmazza. Az Élelmiszer- és Gyógyszerügyi Hivatal nem hagyta jóvá mint gyógyszert, és étrend-kiegészítőként előállítva meg kell felelnie a helyes gyártási gyakorlatnak.

## A kultúrában
- Aldous Huxley 1954-ben Az észlelés ajtajai című könyvében megemlítette az adrenokróm felfedezését és állítólagos hatásait, amelyeket a meszkalinmérgezés tüneteihez hasonlított, bár soha nem fogyasztotta.
- Anthony Burgess megemlíti az adrenokrómot az A Clockwork Orange című 1962-es regényének elején. A főszereplő és barátai kábítószeres tejet isznak.
- Hunter S. Thompson megemlítette az adrenokrómot a Félelem és reszketés Las Vegasban című könyvében. Valószínűleg ez az eredete az ezt a vegyületet övező jelenlegi mítoszoknak, mert egy szereplő kijelenti, hogy „Ehhez a cucchoz csak egyetlen forrás létezik... az élő emberi testből származó adrenalinmirigyek. Nem jó, ha egy holttestből kapod ki.”  Az adrenokrómjelenet megjelenik a regény filmadaptációjában is. Terry Gilliam rendező a DVD-kommentárban elismeri, hogy az ő és Thompson alakítása kitalált túlzás. Gilliam bizonygatja, hogy a gyógyszer teljesen kitalált, és úgy tűnik, nincs tisztában az azonos nevű anyag létezésével. Hunter S. Thompson megemlíti az adrenokrómot a Félelem és reszketés a kampány nyomvonalán '72 című könyvében is.
- A Lewis (2007) televíziós sorozat második epizódjában a mellékvese kivétele élő áldozatból adrenokróm megszerzésére kábítószerrel való visszaélés céljából történik.
- Az adrenokróm begyűjtése gyilkosságok áldozataiból a 2017-es Adrenochrome horrorfilm kulcsfontosságú része.
- Az adrenokróm számos  összeesküvés-elmélet alkotóeleme, például a QAnon és a Pizzagate(wd) összeesküvés-elmélet.
- The Sisters of Mercy brit darkwave együttes 1982-ben adta ki Adrenochrome című számát. A frontember, Andrew Eldritch ismert kábítószer-fogyasztásáról és a drogkultúrából vett elemek zenei használatáról.

## Fordítás
Ez a szócikk részben vagy egészben  az   Adrenochrome című angol Wikipédia-szócikk fordításán alapul.  Az eredeti cikk szerkesztőit annak laptörténete sorolja fel. Ez a jelzés csupán a megfogalmazás eredetét és a szerzői jogokat jelzi, nem szolgál a cikkben szereplő információk forrásmegjelöléseként.